# Nati nel 1960/Novembre
| Questa pagina contiene informazioni ricavate automaticamente dalle voci biografiche con l'ausilio del template Bio e di un bot. L'aggiornamento è periodico e automatico e ricostruisce completamente la pagina. Se manca una persona in questa lista, sei pregato di non aggiungerla, ma accertati piuttosto che la sua voce biografica contenga il template Bio e che i dati anagrafici siano correttamente compilati. Se il template Bio manca, inseriscilo tu stesso o, in alternativa, metti l'avviso {{tmp\|Bio}} che ne segnala la mancanza. Se i dati riportati sono sbagliati, correggi direttamente la voce biografica; le modifiche saranno visibili in questa lista entro pochi giorni. Per chiarimenti vedi il progetto biografie. La lista contiene solo le 287 persone che sono citate nell'enciclopedia e per le quali è stato implementato correttamente il template Bio. Pagina aggiornata al 18 mag 2025. |

- 1º novembre - Yves Cape, direttore della fotografia belga
- 1º novembre - Tim Cook, dirigente d'azienda, filantropo e ingegnere statunitense
- 1º novembre - Knut Torbjørn Eggen, calciatore e allenatore di calcio norvegese († 2012)
- 1º novembre - Alan Harper, dirigente sportivo e ex calciatore inglese
- 1º novembre - Stanislav Hončarenko, allenatore di calcio a 5, allenatore di calcio e ex calciatore ucraino
- 1º novembre - Marco Massari, medico e politico italiano
- 1º novembre - Marijan Pušnik, allenatore di calcio sloveno
- 1º novembre - Veronika Skvorcova, neurologa e politica russa
- 1º novembre - Karl Tilleman, ex cestista canadese
- 1º novembre - Fernando Valenzuela, giocatore di baseball messicano († 2024)
- 2 novembre - Pascal Arnold, sceneggiatore, produttore cinematografico e regista francese
- 2 novembre - Bruce Baumgartner, ex lottatore statunitense
- 2 novembre - Andy Borg, cantante, conduttore televisivo e showman austriaco
- 2 novembre - Andrzej M. Chołdzyński, architetto polacco
- 2 novembre - Rosalyn Fairbank, ex tennista sudafricana
- 2 novembre - François Lemarchand, ex ciclista su strada francese
- 2 novembre - Anu Malik, compositore indiano
- 2 novembre - Andre Mannaart, kickboxer e artista marziale misto olandese
- 2 novembre - Paul Martini, ex pattinatore artistico su ghiaccio canadese
- 2 novembre - Pornsak Songsaeng, cantante thailandese († 2021)
- 3 novembre - Anna Cesareni, doppiatrice e direttrice del doppiaggio italiana
- 3 novembre - Eugène Kabongo, allenatore di calcio e ex calciatore della Repubblica Democratica del Congo
- 3 novembre - Karch Kiraly, ex pallavolista, ex giocatore di beach volley e allenatore di pallavolo statunitense
- 3 novembre - William Monahan, sceneggiatore, regista e romanziere statunitense
- 3 novembre - Sharon Monplaisir, ex schermitrice statunitense
- 3 novembre - Paul Ruto, ex mezzofondista keniota
- 3 novembre - Franco Togni, maratoneta, fondista di corsa in montagna e triatleta italiano († 2016)
- 3 novembre - John Walsh, politico statunitense
- 4 novembre - Pietro Armenise, allenatore di calcio e ex calciatore italiano
- 4 novembre - Peppo Biscarini, nuotatore, apneista e attore italiano
- 4 novembre - Siniša Glavašević, giornalista croato († 1991)
- 4 novembre - Kathy Griffin, attrice, personaggio televisivo e comica statunitense
- 4 novembre - Igor Liba, ex hockeista su ghiaccio slovacco
- 4 novembre - Carmen Martínez, cestista spagnola († 2015)
- 4 novembre - Frl. Menke, cantante tedesca
- 4 novembre - Caroline Stoll, ex tennista statunitense
- 4 novembre - Carlo de Blasio, giornalista italiano
- 5 novembre - Gérard Buscher, allenatore di calcio e ex calciatore francese
- 5 novembre - Paola Dominguín, attrice, imprenditrice e stilista spagnola
- 5 novembre - Alain Geiger, allenatore di calcio e ex calciatore svizzero
- 5 novembre - Yannis Ginosatis, fumettista greco
- 5 novembre - Pietro Langella, politico italiano
- 5 novembre - Teresa Mo, attrice cinese
- 5 novembre - Tilda Swinton, attrice britannica
- 5 novembre - Mark West, ex cestista, allenatore di pallacanestro e dirigente sportivo statunitense
- 6 novembre - Earnest Byner, ex giocatore di football americano e allenatore di football americano statunitense
- 6 novembre - Michael Cerveris, attore, cantante e chitarrista statunitense
- 6 novembre - Giampiero Hruby, allenatore di pallacanestro e imprenditore italiano
- 6 novembre - Arvydas Janonis, ex calciatore sovietico
- 6 novembre - Juan Carlos Jácome, ex calciatore ecuadoriano
- 6 novembre - Lance Kerwin, attore statunitense († 2023)
- 6 novembre - Eddie Korbich, attore statunitense
- 6 novembre - Miran Košuta, scrittore, storico e critico letterario italiano
- 6 novembre - Zdzisław Kwaśny, ex martellista polacco
- 6 novembre - Carlo Lottieri, filosofo e saggista italiano
- 6 novembre - Gerald Riggs, ex giocatore di football americano statunitense
- 7 novembre - Cristina Donadio, attrice italiana
- 7 novembre - Linda Nagata, scrittrice statunitense
- 7 novembre - Alexander King Sample, arcivescovo cattolico statunitense
- 7 novembre - Tommy Thayer, chitarrista statunitense
- 8 novembre - Elizabeth Avellán, produttrice cinematografica venezuelana
- 8 novembre - Anne Dorval, attrice e doppiatrice canadese
- 8 novembre - Al Festa, regista, compositore e sceneggiatore italiano
- 8 novembre - Dragan Kanatlarovski, allenatore di calcio e ex calciatore macedone
- 8 novembre - Zoran Lemajić, allenatore di calcio e ex calciatore montenegrino
- 8 novembre - Oleg Menšikov, attore, regista e produttore teatrale russo
- 8 novembre - Michael Nyqvist, attore svedese († 2017)
- 9 novembre - Andreas Brehme, calciatore e allenatore di calcio tedesco († 2024)
- 9 novembre - Ilide Carmignani, traduttrice italiana
- 9 novembre - Emanuela D'Alessandro, diplomatica italiana
- 9 novembre - Paolo Giubellino, fisico italiano
- 9 novembre - Bruno Illiano, compositore, pianista e cantante italiano
- 9 novembre - Kurt Lanthaler, scrittore italiano
- 9 novembre - Vítor Gaspar, politico portoghese
- 9 novembre - Pascal Persiano, attore italiano
- 9 novembre - Michael Robotham, scrittore australiano
- 9 novembre - Joëlle Ursull, cantante francese
- 10 novembre - Francesco Adinolfi, giornalista, disc jockey e conduttore radiofonico italiano
- 10 novembre - Marco Botta, politico italiano
- 10 novembre - Neil Gaiman, scrittore, fumettista e giornalista britannico
- 10 novembre - Grant Gershon, direttore d'orchestra e pianista statunitense
- 10 novembre - Dan Hawkins, allenatore di football americano statunitense
- 10 novembre - Walter Magnago, ex ciclista su strada italiano
- 10 novembre - Miguel Ángel Rodríguez, attore argentino
- 11 novembre - Glenn Bourke, velista australiano
- 11 novembre - Jean-Philippe Durand, allenatore di calcio e ex calciatore francese
- 11 novembre - Marcel Koller, allenatore di calcio e ex calciatore svizzero
- 11 novembre - Hyapatia Lee, scrittrice, ex attrice pornografica e musicista statunitense
- 11 novembre - Bill Lobley, attore, doppiatore e cabarettista statunitense
- 11 novembre - Peter Parros, attore statunitense
- 11 novembre - Christian Prudhomme, giornalista francese
- 11 novembre - Willie Redden, cestista statunitense
- 11 novembre - Gastón Taborga, ex calciatore boliviano
- 11 novembre - Stanley Tucci, attore e regista statunitense
- 11 novembre - Paola Vittoria, ex velista italiana
- 12 novembre - Franz Krauspenhaar, scrittore, poeta e musicista italiano
- 12 novembre - Maurane, cantante e attrice belga († 2018)
- 12 novembre - Tracey Moffatt, fotografa e artista australiana
- 12 novembre - Antonella Ossorio, scrittrice italiana
- 12 novembre - Kevin Ratcliffe, ex calciatore, allenatore di calcio e critico televisivo gallese
- 12 novembre - Elio Vito, politico italiano
- 13 novembre - Jim Abele, attore statunitense
- 13 novembre - Doris Sophia Brodi, politica malese
- 13 novembre - Mimmo Cafiero, compositore e batterista italiano
- 13 novembre - Neil Flynn, attore statunitense
- 13 novembre - Mario González, ex giocatore di calcio a 5 spagnolo
- 13 novembre - Jarosław Kamiński, montatore polacco
- 13 novembre - Lutz Klinkhammer, storico tedesco
- 13 novembre - Pavel Konovalov, ex velocista sovietico
- 13 novembre - Simona Sala, giornalista italiana
- 13 novembre - Bernie Slaven, ex calciatore irlandese
- 13 novembre - Teodora Ungureanu, ex ginnasta rumena
- 14 novembre - Izumi Aso, fumettista giapponese
- 14 novembre - Ola By Rise, allenatore di calcio e ex calciatore norvegese
- 14 novembre - Marianne Dickerson, maratoneta statunitense († 2015)
- 14 novembre - Aldo Ercolano, mafioso italiano
- 14 novembre - Tom Judson, attore, compositore e ex attore pornografico statunitense
- 14 novembre - Kari Kuivalainen, cantante finlandese
- 14 novembre - Adriano Lorenzi, giocatore di curling italiano
- 14 novembre - Remi Moses, ex calciatore inglese
- 14 novembre - Horacio Perdomo, ex cestista uruguaiano
- 14 novembre - Lynden Rose, ex cestista bahamense
- 14 novembre - David Tattersall, direttore della fotografia britannico
- 15 novembre - Jutta Behrendt, ex canottiera tedesca
- 15 novembre - Paola Bizzarri, scenografa italiana
- 15 novembre - Paolo Bonfanti, musicista, cantante e produttore discografico italiano
- 15 novembre - Sergio Cammariere, cantautore e pianista italiano
- 15 novembre - Karen Clark Sheard, cantautrice e musicista statunitense
- 15 novembre - Stewart Evans, allenatore di calcio e ex calciatore inglese
- 15 novembre - Dann Huff, cantante, chitarrista e compositore statunitense
- 15 novembre - Susanne Lothar, attrice tedesca († 2012)
- 15 novembre - Edoardo Novelli, sociologo e giornalista italiano
- 15 novembre - Josette Simon, attrice britannica
- 15 novembre - Alf Westerberg, allenatore di calcio e ex calciatore svedese
- 15 novembre - Jimmy Williams, ex giocatore di football americano statunitense
- 16 novembre - Fethi Baccouche, ex mezzofondista e siepista tunisino
- 16 novembre - Fausto Bargna, ex cestista italiano
- 16 novembre - Rustam Dastanoglu, scrittore azero
- 16 novembre - Francesco Onorato, mafioso e collaboratore di giustizia italiano
- 16 novembre - Israel Rodríguez Soriano, ex calciatore ecuadoriano
- 16 novembre - Martina Schröter, ex canottiera tedesca
- 16 novembre - Carolyn Smith, ballerina, coreografa e personaggio televisivo britannica
- 16 novembre - Ėlina Z'verava, ex discobola bielorussa
- 17 novembre - Paolo Ferrero, politico italiano
- 17 novembre - Harald Maier, ex ciclista su strada austriaco
- 17 novembre - Jonathan Ross, conduttore televisivo, conduttore radiofonico e comico britannico
- 17 novembre - RuPaul, cantante, attore e personaggio televisivo statunitense
- 17 novembre - Lucio Saccone, doppiatore e direttore del doppiaggio italiano
- 17 novembre - Wayne Sappleton, ex cestista giamaicano
- 17 novembre - Alka Saraogi, scrittrice indiana
- 17 novembre - Frank Spotnitz, sceneggiatore e produttore cinematografico statunitense
- 17 novembre - Steve Stipanovich, ex cestista e allenatore di pallacanestro statunitense
- 17 novembre - Takashi Tezuka, programmatore e autore di videogiochi giapponese
- 18 novembre - Stefania Giannini, linguista, glottologa e politica italiana
- 18 novembre - David Hobson, tenore e compositore australiano
- 18 novembre - Kent-Olle Johansson, ex lottatore svedese
- 18 novembre - Ivans Klementjevs, ex canoista sovietico
- 18 novembre - Elizabeth Perkins, attrice statunitense
- 18 novembre - Giorgio Porrà, giornalista e conduttore televisivo italiano
- 18 novembre - Claudio Recalcati, poeta italiano
- 18 novembre - Daniele Tacconi, ex calciatore italiano
- 18 novembre - Kim Wilde, cantante e attrice britannica
- 19 novembre - Richard Anderson, ex cestista statunitense
- 19 novembre - Per Carlén, ex pallamanista e allenatore di pallamano svedese
- 19 novembre - Lorena Frigo, ex sciatrice alpina italiana
- 19 novembre - Taleesa, cantante italiana
- 19 novembre - Olivier Jean-Marie, animatore e regista francese († 2021)
- 19 novembre - Jan Koneffke, scrittore tedesco
- 19 novembre - Roberto Mandressi, allenatore di calcio e ex calciatore italiano
- 19 novembre - Kirk McCarthy, pilota motociclistico australiano († 2004)
- 19 novembre - Miss Elizabeth, statunitense († 2003)
- 19 novembre - Marina Rodnina, biochimica ucraina
- 19 novembre - Matt Sorum, batterista statunitense
- 19 novembre - Daniel Villarreal, attore statunitense
- 20 novembre - Francesco Casale, attore italiano
- 20 novembre - Allen Chastanet, politico santaluciano
- 20 novembre - Ozell Jones, cestista statunitense († 2006)
- 20 novembre - Paul King, cantante britannico
- 20 novembre - Tracie McAra, ex cestista canadese
- 20 novembre - Bruno Retailleau, politico francese
- 20 novembre - Martin Seefeld, attore argentino
- 20 novembre - Ye Jiangchuan, scacchista cinese
- 21 novembre - Rudolf Anschober, politico austriaco
- 21 novembre - Mark Bailey, ex rugbista a 15 e storico britannico
- 21 novembre - Dr. Feelx, conduttore radiofonico, produttore discografico e personaggio televisivo nigeriano († 2017)
- 21 novembre - Julio Prieto, ex calciatore spagnolo
- 21 novembre - Andrėj Kabjakoŭ, politico bielorusso
- 21 novembre - Brian McNamara, attore statunitense
- 21 novembre - Massimo Meani, ex calciatore italiano
- 21 novembre - Mario Motta, allenatore di pallavolo italiano
- 21 novembre - Brian Ritchie, musicista statunitense
- 22 novembre - Leos Carax, regista, sceneggiatore e attore francese
- 22 novembre - Albert Cartier, allenatore di calcio e ex calciatore francese
- 22 novembre - Andrea Coen, clavicembalista, organista e musicologo italiano
- 22 novembre - Fernando Duró, allenatore di pallacanestro argentino
- 22 novembre - Stéphane Freiss, attore francese
- 22 novembre - Leuterīs Kouīs, ex calciatore cipriota
- 22 novembre - Simos Krassas, ex calciatore cipriota
- 22 novembre - Kevin MacDonald, allenatore di calcio e ex calciatore scozzese
- 22 novembre - Victoria Paris, attrice pornografica statunitense († 2021)
- 23 novembre - Nico Broeckaert, ex calciatore belga
- 23 novembre - Mario Faccenda, dirigente sportivo e ex calciatore italiano
- 23 novembre - Jan Romeo Pawłowski, arcivescovo cattolico polacco
- 23 novembre - Caterina Pes, politica italiana
- 23 novembre - Donato Sbodio, attore, doppiatore e direttore del doppiaggio italiano
- 24 novembre - Garry Brooke, calciatore inglese († 2025)
- 24 novembre - Eli Elezra, giocatore di poker israeliano
- 24 novembre - Olav Fykse Tveit, teologo norvegese
- 24 novembre - Armen Sergeevič Grigorjan, cantante russo
- 24 novembre - Borys Gudziak, arcivescovo cattolico statunitense
- 24 novembre - Cameron Henning, ex nuotatore canadese
- 24 novembre - Matthew Kneale, scrittore britannico
- 24 novembre - Edgar Meyer, contrabbassista e compositore statunitense
- 24 novembre - Amanda Wyss, attrice statunitense
- 25 novembre - Christian Bracconi, allenatore di calcio e ex calciatore francese
- 25 novembre - Gabriello Carotti, allenatore di calcio e ex calciatore italiano
- 25 novembre - Bruce Deans, rugbista a 15 neozelandese († 2019)
- 25 novembre - Robert Dunlop, pilota motociclistico britannico († 2008)
- 25 novembre - Amy Grant, cantautrice e musicista statunitense
- 25 novembre - John Fitzgerald Kennedy Jr., avvocato e giornalista statunitense († 1999)
- 25 novembre - Roberta Pellini, doppiatrice e direttrice del doppiaggio italiana
- 25 novembre - Gian Carlo Perego, arcivescovo cattolico italiano
- 25 novembre - Gianluca Vago, patologo italiano
- 26 novembre - Jurij Borodavko, fondista russo
- 26 novembre - Vasilij Bubka, ex astista ucraino
- 26 novembre - Mimmo Camporeale, tastierista italiano
- 26 novembre - Orly Castel-Bloom, scrittrice israeliana
- 26 novembre - Chuck Eddy, critico musicale statunitense
- 26 novembre - Johnny Hector, ex giocatore di football americano statunitense
- 26 novembre - Jonathan Lessor, artista nigeriano
- 26 novembre - Jack Markell, politico statunitense
- 26 novembre - 'Ala' Mubarak, imprenditore egiziano
- 26 novembre - Alvia Reale, attrice italiana
- 26 novembre - Yukihiro Shibutani, sceneggiatore giapponese († 2024)
- 26 novembre - Carmela Silva, politica spagnola
- 26 novembre - Rémi Vogel, calciatore francese († 2016)
- 26 novembre - Greg Wiltjer, ex cestista canadese
- 27 novembre - Judith Bunting, produttrice televisiva e politica britannica
- 27 novembre - Ugo Cappellacci, politico italiano
- 27 novembre - Patrizio, cantante e attore italiano († 1984)
- 27 novembre - Patrice Garande, allenatore di calcio e ex calciatore francese
- 27 novembre - Paulina García, attrice cilena
- 27 novembre - Eike Immel, ex calciatore tedesco
- 27 novembre - Vlado Janevski, cantante macedone
- 27 novembre - Emmanuel Katongole, presbitero e teologo ugandese
- 27 novembre - Mark Kostabi, pittore e compositore statunitense
- 27 novembre - Nigel Marven, zoologo, conduttore televisivo e produttore televisivo britannico
- 27 novembre - Leonard Mitchell, ex cestista statunitense
- 27 novembre - Ken O'Brien, ex giocatore di football americano statunitense
- 27 novembre - Akinobu Osako, ex judoka giapponese
- 27 novembre - Tim Pawlenty, politico statunitense
- 27 novembre - Michael Rispoli, attore statunitense
- 27 novembre - Maria Schneider, compositrice e musicista statunitense
- 27 novembre - Keith Trask, ex canottiere neozelandese
- 27 novembre - Julija Tymošenko, politica e imprenditrice ucraina
- 27 novembre - Gianni Vernetti, giornalista, scrittore e politico italiano
- 28 novembre - Salvatore Andracchio, allenatore di calcio e ex calciatore italiano
- 28 novembre - Barry Alexander Brown, montatore, regista e produttore cinematografico britannico
- 28 novembre - Dave Duerson, giocatore di football americano statunitense († 2011)
- 28 novembre - Víctor Fernández, allenatore di calcio spagnolo
- 28 novembre - John Galliano, stilista inglese
- 28 novembre - David Hirschfelder, compositore australiano
- 28 novembre - Sharon Maguire, regista britannica
- 28 novembre - Cristiana Paternò, critica cinematografica e giornalista italiana
- 28 novembre - Frédérique Prud'Homme, ex cestista francese
- 28 novembre - Rodrigo Rosenberg Marzano, avvocato guatemalteco († 2009)
- 28 novembre - Martin Scicluna, ex calciatore maltese
- 28 novembre - Kenny Wharton, ex calciatore, allenatore di calcio e dirigente sportivo inglese
- 29 novembre - Andrew Astbury, ex nuotatore britannico
- 29 novembre - Marco Bucci, discobolo italiano († 2013)
- 29 novembre - Jackie Hoffman, attrice statunitense
- 29 novembre - Cathy Moriarty, attrice statunitense
- 29 novembre - Heitor Pereira, musicista e compositore brasiliano
- 29 novembre - Elisabetta Rampi, politica italiana
- 29 novembre - Mauro Serio, attore e conduttore televisivo italiano
- 30 novembre - Hiam Abbass, attrice e regista palestinese
- 30 novembre - Shahrokh Bayani, ex calciatore iraniano
- 30 novembre - Marco Brambilla, artista e regista italiano
- 30 novembre - Darren Daye, ex cestista statunitense
- 30 novembre - Laura Froner, politica italiana
- 30 novembre - Tom Kalin, regista, sceneggiatore e produttore cinematografico statunitense
- 30 novembre - Jason Katims, sceneggiatore, produttore televisivo e drammaturgo statunitense
- 30 novembre - Martin Leiner, teologo tedesco
- 30 novembre - Gary Lineker, ex calciatore inglese
- 30 novembre - Cinzia Valt, ex sciatrice alpina e sciatrice d'erba italiana
- 30 novembre - Wang Dongning, ex calciatore cinese
- 30 novembre - Jean-Louis Zanon, ex calciatore francese